# Jeunesse Sportive de Soualem
Jeunesse Sportive de Soualem (arab. الشباب الرياضي السالمي) (znane również jako Chabab Riadi Salmi) – marokański klub piłkarski z siedzibą w Soualem. W sezonie 2021/2022 zespół gra w GNF 1.

## Opis
Klub został założony w 1984 roku. Na drugim poziomie rozgrywkowym drużyna ta zadebiutowała w sezonie 2018/2019, zajmując 10. miejsce. W kolejnym sezonie zespół był 5., a w sezonie 2020/2021 klub zajął 2. miejsce i awansował po raz pierwszy w historii do GNF 1. Zespół gra na Terrain Errazi w Berrechidzie, który może pomieścić 2000 widzów. Trenerem jest od 2010 roku Redouane El Haimeur.